# Kurt Sauer
Kurt Christopher Sauer, född 16 januari 1981, är en amerikansk före detta professionell ishockeyback som tillbringade sju säsonger i den nordamerikanska ishockeyligan National Hockey League (NHL), där han spelade för ishockeyorganisationerna Mighty Ducks of Anaheim, Colorado Avalanche och Phoenix Coyotes. Han producerade 33 poäng (fem mål och 28 assists) samt drog på sig 250 utvisningsminuter på 356 grundspelsmatcher. Sauer spelade också för Lowell Lock Monsters i American Hockey League (AHL); Spokane Chiefs i Western Hockey League (WHL) och North Iowa Huskies i United States Hockey League (USHL).
Han draftades av Colorado Avalanche i tredje rundan i 2000 års draft som 88:e spelaren totalt.
Sauer tvingades avsluta sin spelarkarriär i förtid på grund av postkommotionellt syndrom efter att ha blivit tacklad med huvudet före i sargen vid en träningsmatch inför säsongen 2009–2010.
Han är bror till den före detta ishockeyspelaren Michael Sauer, som spelade för New York Rangers i NHL, och den före detta utövaren av amerikansk fotboll Craig Sauer, som spelade för Atlanta Falcons och Minnesota Vikings i National Football League (NFL). Bröderna var också tvungna att avsluta sina karriärer i förtid på grund av hjärnrelaterade skador.

## Statistik
| Källa: Utv = Utvisningsminuter | Källa: Utv = Utvisningsminuter | Källa: Utv = Utvisningsminuter |                                                   | Grundserie                                        | Grundserie                                        | Grundserie                                        | Grundserie                                        | Grundserie                                        |                                                   | Slutspel                                          | Slutspel                                          | Slutspel                                          | Slutspel                                          | Slutspel |
| Säsong                         | Lag                            | Liga                           | Matcher                                           | Mål                                               | Assist                                            | Poäng                                             | Utv                                               | Matcher                                           | Mål                                               | Assist                                            | Poäng                                             | Utv                                               |                                                   |          |
| ------------------------------ | ------------------------------ | ------------------------------ | ------------------------------------------------- | ------------------------------------------------- | ------------------------------------------------- | ------------------------------------------------- | ------------------------------------------------- | ------------------------------------------------- | ------------------------------------------------- | ------------------------------------------------- | ------------------------------------------------- | ------------------------------------------------- | ------------------------------------------------- | -------- |
| 1998–1999                      | North Iowa Huskies             | USHL                           | 52                                                | 1                                                 | 4                                                 | 5                                                 | 67                                                | —                                                 | —                                                 | —                                                 | —                                                 | —                                                 |                                                   |          |
| 1999–2000                      | Spokane Chiefs                 | WHL                            | 71                                                | 3                                                 | 12                                                | 15                                                | 48                                                | 15                                                | 2                                                 | 1                                                 | 3                                                 | 8                                                 |                                                   |          |
| 2000–2001                      | Spokane Chiefs                 | WHL                            | 48                                                | 5                                                 | 10                                                | 15                                                | 85                                                | 3                                                 | 1                                                 | 0                                                 | 1                                                 | 2                                                 |                                                   |          |
| 2001–2002                      | Spokane Chiefs                 | WHL                            | 61                                                | 4                                                 | 19                                                | 23                                                | 73                                                | 11                                                | 0                                                 | 3                                                 | 3                                                 | 12                                                |                                                   |          |
| 2002–2003                      | Mighty Ducks of Anaheim        | NHL                            | 80                                                | 1                                                 | 2                                                 | 3                                                 | 74                                                | 21                                                | 1                                                 | 1                                                 | 2                                                 | 6                                                 |                                                   |          |
| 2003–2004                      | Mighty Ducks of Anaheim        | NHL                            | 55                                                | 1                                                 | 4                                                 | 5                                                 | 32                                                | —                                                 | —                                                 | —                                                 | —                                                 | —                                                 |                                                   |          |
|                                | Colorado Avalanche             | NHL                            | 14                                                | 0                                                 | 1                                                 | 1                                                 | 19                                                | 3                                                 | 0                                                 | 0                                                 | 0                                                 | 0                                                 |                                                   |          |
| 2004–2005                      | Detroit Red Wings              | NHL                            | 11                                                | 0                                                 | 1                                                 | 1                                                 | 2                                                 | 2                                                 | 0                                                 | 0                                                 | 0                                                 | 0                                                 |                                                   |          |
| 2005–2006                      | Colorado Avalanche             | NHL                            | 37                                                | 1                                                 | 4                                                 | 5                                                 | 24                                                | 9                                                 | 0                                                 | 0                                                 | 0                                                 | 4                                                 |                                                   |          |
|                                | Lowell Lock Monsters           | AHL                            | 4                                                 | 0                                                 | 0                                                 | 0                                                 | 0                                                 | —                                                 | —                                                 | —                                                 | —                                                 | —                                                 |                                                   |          |
| 2006–2007                      | Colorado Avalanche             | NHL                            | 48                                                | 0                                                 | 6                                                 | 6                                                 | 24                                                | —                                                 | —                                                 | —                                                 | —                                                 | —                                                 |                                                   |          |
| 2007–2008                      | Colorado Avalanche             | NHL                            | 53                                                | 1                                                 | 5                                                 | 6                                                 | 41                                                | 10                                                | 1                                                 | 0                                                 | 1                                                 | 8                                                 |                                                   |          |
| 2008–2009                      | Phoenix Coyotes                | NHL                            | 68                                                | 1                                                 | 6                                                 | 7                                                 | 36                                                | —                                                 | —                                                 | —                                                 | —                                                 | —                                                 |                                                   |          |
| 2009–2010                      | Phoenix Coyotes                | NHL                            | 1                                                 | 0                                                 | 0                                                 | 0                                                 | 0                                                 | —                                                 | —                                                 | —                                                 | —                                                 | —                                                 |                                                   |          |
| 2010–2011                      | Phoenix Coyotes                | NHL                            | Spelade ej på grund av postkommotionellt syndrom. | Spelade ej på grund av postkommotionellt syndrom. | Spelade ej på grund av postkommotionellt syndrom. | Spelade ej på grund av postkommotionellt syndrom. | Spelade ej på grund av postkommotionellt syndrom. | Spelade ej på grund av postkommotionellt syndrom. | Spelade ej på grund av postkommotionellt syndrom. | Spelade ej på grund av postkommotionellt syndrom. | Spelade ej på grund av postkommotionellt syndrom. | Spelade ej på grund av postkommotionellt syndrom. | Spelade ej på grund av postkommotionellt syndrom. |          |
| 2011–2012                      | Phoenix Coyotes                | NHL                            | Spelade ej på grund av postkommotionellt syndrom. | Spelade ej på grund av postkommotionellt syndrom. | Spelade ej på grund av postkommotionellt syndrom. | Spelade ej på grund av postkommotionellt syndrom. | Spelade ej på grund av postkommotionellt syndrom. | Spelade ej på grund av postkommotionellt syndrom. | Spelade ej på grund av postkommotionellt syndrom. | Spelade ej på grund av postkommotionellt syndrom. | Spelade ej på grund av postkommotionellt syndrom. | Spelade ej på grund av postkommotionellt syndrom. | Spelade ej på grund av postkommotionellt syndrom. |          |
| NHL totalt                     | NHL totalt                     | NHL totalt                     | 356                                               | 5                                                 | 28                                                | 33                                                | 250                                               | 43                                                | 2                                                 | 1                                                 | 3                                                 | 18                                                |                                                   |          |
| WHL totalt                     | WHL totalt                     | WHL totalt                     | 180                                               | 12                                                | 41                                                | 53                                                | 206                                               | 29                                                | 3                                                 | 4                                                 | 7                                                 | 22                                                |                                                   |          |